# 2646 Abetti
2646 Abetti eller 1977 EC1 är en asteroid i huvudbältet som upptäcktes den 13 mars 1977 av den rysk-sovjetiske astronomen Nikolaj Tjernych vid Krims astrofysiska observatorium på Krim. Den har fått sitt namn efter far och son, Antonio Abetti och Giorgio Abetti.
Asteroiden har en diameter på ungefär 16 kilometer och den tillhör asteroidgruppen Eos.